# Осемдесет и втори пехотен полк
Осемдесет и втори пехотен полк е български пехотен полк, формиран през 1917 година и взел участие в Първата световна война (1915 – 1918).

## История
Осемдесет и втори пехотен полк е формиран на 18 април 1917 в село Циганка, Добруджа. Влиза в състава на 2-ра бригада от 4-та пехотна преславска дивизия. Участва в Първата световна война (1915 – 1918). На 8 октомври 1918 в Разград е демобилизиран. На 16 декември 1918 г. полкът се разформира.

## Командири
Званията са към датата на заемане на длъжността.
| №  | звание    | име             | дати                 |
| -- | --------- | --------------- | -------------------- |
| 1. | Полковник | Георги Георгиев | Първа световна война |